# Virslīga 2017
La Virslīga 2017 è stata la 26ª edizione della massima divisione del campionato lettone di calcio dall'indipendenza e la 43ª con questa denominazione. La stagione è iniziata il 10 marzo 2017 e si è conclusa il 4 novembre 2017. Lo Spartaks Jūrmala ha vinto il campionato per la seconda stagione consecutiva.

## Stagione

### Novità
Dalla Virslīga 2016 era stato retrocesso il BFC Daugavpils, mentre dalla 1. Līga 2016 è stato promosso il Babīte, primo classificato.

### Formula
Le 8 squadre partecipanti si affrontano per quattro volte, per un totale di 28 giornate. La squadra campione di Lettonia è ammessa al secondo turno di qualificazione della UEFA Champions League 2018-2019. Le squadre classificate al secondo e terzo posto sono ammesse al primo turno di qualificazione della UEFA Europa League 2018-2019, assieme alla vincitrice della coppa nazionale. L'ultima classificata retrocede direttamente in 1. Līga, mentre la settima classificata affronta la seconda classificata in 1. Līga in uno spareggio promozione-retrocessione.

### Avvenimenti
Il 22 giugno 2017 il Babīte è stato escluso dalla Virslīga dalla federazione calcistica lettone dopo aver ricevuto una notifica dal sistema di prevenzione dalle frodi derivanti da scommesse gestito dalla UEFA relativamente a sei partite disputate dal Babīte. Di conseguenza, tutte le partite fino ad allora disputate dal Babīte sono state cancellate.

## Squadre partecipanti
| Club             | Città     | Stadio                             | Stagione 2016        |
| ---------------- | --------- | ---------------------------------- | -------------------- |
| Babīte           | Babīte    | Piņķu stadions                     | 1º posto in 1. Līga  |
| Jelgava          | Jelgava   | Zemgales Olimpiskais Sporta Centrs | 2º posto in Virslīga |
| Liepāja          | Liepāja   | Daugavas stadions                  | 4º posto in Virslīga |
| Metta/LU         | Riga      | Hanzas vidusskolas laukums         | 7º posto in Virslīga |
| RFS Riga         | Riga      | Stadions Arkādija                  | 6º posto in Virslīga |
| Riga FC          | Riga      | Stadio Skonto                      | 5º posto in Virslīga |
| Spartaks Jūrmala | Jūrmala   | Stadio Slokas                      | Campione di Lettonia |
| Ventspils        | Ventspils | Stadio olimpico di Ventspils       | 3º posto in Virslīga |

## Classifica finale
|  | Pos. | Squadra          | Pt      | G  | V  | N  | P  | GF | GS | DR  |
|  | ---- | ---------------- | ------- | -- | -- | -- | -- | -- | -- | --- |
|  | 1.   | Spartaks Jūrmala | 46      | 24 | 14 | 4  | 6  | 36 | 26 | +10 |
|  | 2.   | Liepāja          | 37      | 24 | 11 | 4  | 9  | 32 | 25 | +7  |
|  | 3.   | Riga FC          | 37      | 24 | 10 | 7  | 7  | 28 | 20 | +8  |
|  | 4.   | Ventspils        | 35      | 24 | 9  | 8  | 7  | 32 | 22 | +10 |
|  | 5.   | RFS Riga         | 35      | 24 | 11 | 2  | 11 | 29 | 31 | -2  |
|  | 6.   | Jelgava          | 29      | 24 | 8  | 5  | 11 | 22 | 30 | -8  |
|  | 7.   | Metta/LU         | 15      | 24 | 3  | 6  | 15 | 21 | 46 | -25 |
|  | --   | Babīte           | Esclusa | -- | -- | -- | -- | -- | -- | --  |

Legenda:
      Campione di Lettonia e ammessa alla UEFA Champions League 2018-2019
      Ammesse alla UEFA Europa League 2018-2019
      Retrocessa in 1. Līga 2018
Note:
Tre punti a vittoria, uno a pareggio, zero a sconfitta.
La classifica viene stilata secondo i seguenti criteri:
- Punti conquistati
- Punti conquistati negli scontri diretti
- Differenza reti negli scontri diretti
- Partite vinte
- Differenza reti generale
- Reti totali realizzate
- Miglior rapporto goal (goal fatti/goal subiti)
- Fair-play ranking
- Spareggio

## Risultati

### Partite (1-14)
|           | Bab  | Jel  | Lie  | Met  | RFS  | Rig  | Spa  | Ven  |
| --------- | ---- | ---- | ---- | ---- | ---- | ---- | ---- | ---- |
| Babīte    | –––– | 0-5  | 1-2  | 1-2  | 0-0  |      | 0-1  | 0-4  |
| Jelgava   | 1-0  | –––– | 1-2  | 2-0  | 1-1  | 0-3  | 1-2  | 1-0  |
| Liepāja   | 3-1  | 3-0  | –––– | 0-1  | 0-1  | 0-1  | 1-3  | 1-0  |
| Metta/LU  |      | 1-3  | 1-3  | –––– | 3-1  | 0-0  | 2-4  | 1-1  |
| RFS Riga  | 2-1  | 0-1  | 2-0  | 3-2  | –––– | 0-1  | 2-1  | 4-2  |
| Riga FC   | 2-1  | 1-0  | 0-2  | 2-2  | 3-0  | –––– | 1-1  | 0-0  |
| Spartaks  | 2-2  | 1-1  | 1-1  | 1-0  | 2-0  | 2-0  | –––– | 0-0  |
| Ventspils | 1-0  | 1-2  | 1-1  | 2-0  | 1-0  | 0-0  | 4-0  | –––– |

### Partite (15-28)
|           | Bab  | Jel  | Lie  | Met  | RFS  | Rig  | Spa  | Ven  |
| --------- | ---- | ---- | ---- | ---- | ---- | ---- | ---- | ---- |
| Babīte    | –––– |      |      |      |      |      |      |      |
| Jelgava   |      | –––– | 1-3  | 1-1  | 1-0  | 1-2  | 1-2  | 0-1  |
| Liepāja   |      | 0-1  | –––– | 1-0  | 2-0  | 2-1  | 1-2  | 1-1  |
| Metta/LU  |      | 0-0  | 2-5  | –––– | 2-0  | 0-2  | 0-2  | 2-2  |
| RFS Riga  |      | 3-0  | 1-2  | 1-0  | –––– | 1-1  | 1-0  | 2-4  |
| Riga FC   |      | 2-2  | 2-1  | 4-0  | 0-1  | –––– | 0-1  | 0-2  |
| Spartaks  |      | 0-1  | 2-0  | 3-1  | 1-3  | 2-0  | –––– | 0-3  |
| Ventspils |      | 1-0  | 0-0  | 3-0  | 1-2  | 0-2  | 2-3  | –––– |

## Spareggio salvezza
Allo spareggio salvezza viene ammessa la settima classificata in Virslīga, il Metta/LU, e la seconda classificata in 1. Līga, l'AFA Olaine.
|            | Risultati |            | Luogo e data             |
| ---------- | --------- | ---------- | ------------------------ |
| AFA Olaine | 1 - 1     | Metta/LU   | Olaine, 16 novembre 2017 |
| Metta/LU   | 3 - 1     | AFA Olaine | Riga, 20 novembre 2017   |
|            |           |            |                          |

## Statistiche

### Classifica marcatori
| Gol |  |  | Giocatore          | Squadra          |
| --- |  |  | ------------------ | ---------------- |
| 13  |  |  | Evgenij Kozlov     | Spartaks Jūrmala |
| 12  |  |  | Artūrs Karašausks  | Liepāja          |
| 10  |  |  | Adeleke Akinyemi   | Ventspils        |
| 9   |  |  | Tosin Aiyegun      | Ventspils        |
| 8   |  |  | Bogdan Vaštšuk     | Riga FC          |
| 7   |  |  | Mārcis Ošs         | Jelgava          |
| 7   |  |  | Daniils Ulimbaševs | RFS Riga         |
| 6   |  |  | Edgars Gauračs     | Spartaks Jūrmala |
| 6   |  |  | Kristaps Grebis    | Liepāja          |
| 6   |  |  | Ģirts Karlsons     | Liepāja          |